# Saint-Sylvestre, Haute-Savoie
Saint-Sylvestre, Haute-Savoie là một xã trong tỉnh Haute-Savoie thuộc vùng Rhône-Alpes đông nam Pháp.

## Geography
The Chéran forms the commune's southern border.